# Olof Wendel
Olof Wendel, född 1971 i Lund, är en svensk marimba-, vibrafon- och cimbalom- spelare.
Olof Wendel utbildade sig i slagverk för prof.Einar Nielsen vid Göteborgs Universitet på diplomutbildningen från 1998-2002. Han gjorde sin solodebut i Joel Erikssons Concerto for Vibraphone med GöteborgSymfonikerna 2002.  
Han har tillsammans med Jonas Dominique utformat arrangemang för cimbalom. Dels på Folkoperan i Hoffmans äventyr men också i Bela Bartoks Rumänska Danser i samarbete med Martin Fröst. 
Han har spelat som solist/stämledare med Kungliga Filharmoniska Orkestern, Sveriges Radios Symfoniorkester, Malmö symfoniorkester, Det Konglige Teater, Norrköpings Symfoniorkester, Dalasinfoniettan, Kroumata, Göteborgsoperan, Norrköpings Symfoniorkester.
I jazz- och folkmusik- sammanhang har Olof spelat bland annat med jazzpianisten Cecilia Persson och folkmusikerna Leif Ottosson och Bridgit Marsen.

## Diskografi
- 2015 – Roots (med artisten Martin Fröst) – Sony Classical SME
- 2015 – Mountain Meeting (med gruppen Bridget Marsen & Leif Ottosson) – Playing With Music/Border PWM17
- 2013 – Open Rain (med artisten Cecilia Persson) – Border HOOBCD040